# کلاک (سیاهکل)
روستای کلاک کلاک ، روستایی از توابع بخش دیلمان شهرستان سیاهکل در استان گیلان ایران است. این روستا در ۲۰کیلومتری شهر دیلمان و ۶۵کیلومتری شهرستان سیاهکل واقع شده‌است.
روستای کلاک یکی از زیباترین روستاهای استان گیلان است.
این روستا از جاذبه‌های گردشگری زیادی برخوردار است که یکی از این جاذبه‌های گردشگری امامزاده قاسم روستا است.
این روستا سالانه تعداد زیادی از گردشگران را از سراسر ایران به خود جذب می‌کند، بیشتر گردشگران فصول بهار و تابستان را برای بازدید از این روستا انتخاب می‌کنند. امامزاده قاسم در این روستا نیز جلوه زیبایی به آن داده‌است. مناطق باستانی زیادی در روستا وجود داشته که متأسفانه بر اثر عدم مراقبت از این آثار، بخش عظیمی از آن به یغما رفته‌است. 
عمده محصولات فندوق، گردو، عسل، آویشن و گل گاوزبان می‌باشد. چندین سوپر مارکت کوچک و یک نانوایی در روستا فعال می‌باشند. مسیر تردد از سیاهکل به اسپیلی بعد مسیر کارخانه سیمان روستای پیرکوه و بعد به منطقه زیبای کلاک می رسیم.

## جمعیت
این روستا در دهستان پیرکوه قرار دارد و براساس سرشماری مرکز آمار ایران در سال ۱۳۸۵، جمعیت آن ۳۵۱ نفر (۷۹خانوار) بوده‌است.
زبان اهالی روستا زبان تاتی است.